# Alexander Gustafsson
Alexander Lars-Åke Gustafsson (ur. 15 stycznia 1987 w Arbodze) – szwedzki bokser oraz zawodnik mieszanych sztuk walki (MMA). Trzykrotny pretendent do pasa mistrzowskiego organizacji UFC. Aktualnie związany z organizacją GFL. 

## Trening i styl walki
Przez większość swojej kariery trenował w rodzinnej Szwecji. Obecnie trenuje w klubie Allstar Training Center, w Sztokholmie, który prowadzone jest przez jego głównego trenera Andreasa Michaela, który jest byłym trenerem bokserskim i byłym trenerem amatorskiej kadry olimpijskiej Szwecji.
Od czasu przegranej z Philem Davisem na UFC 112, trenuje w niepełnym wymiarze godzin z Davisem i innymi zawodnikami w Alliance MMA, w San Diego. Po jego walce z Jonem Jonesem na UFC 165, pojawiły się plotki, że Gustafsson opuści Alliance i będzie trenował tylko w Szwecji, ale Gustafsson powiedział, że plotki te były fałszywe i nadal będzie mieszał swoje treningi spędzając czas w Alliance oraz z ludźmi ze Stanów Zjednoczonych, aby trenowali z nim w Szwecji do jego przyszłych walk.
Od tego czasu trenuje głównie w Szwecji, w Allstar Training Center, ale team utrzymuje bliskie relacje z Alliance MMA w San Diego, dzięki czemu obie ekipy współpracują ze sobą. Wraz z innymi zawodnikami z Allstar w przerwach między walkami jeździł trenować do San Diego. Phil Davis pomagał mu w przygotowaniach do walki z Gloverem Teixeirą, w 2017 roku.

## Styl walki
Styl walki Gustafssona cechuje się ciężkimi uderzeniami, dlatego też najmocniejsze podstawy ma w swoim dorobku bokserskim. Używa dobrej techniki i szybkich ruchów, ze świetną pracą nóg, aby ustawić swoje kombinacje. Wykorzystuje również swój zasięg i mobilność, aby krążyć po oktagonie i pozostawać poza zasięgiem przeciwnika w celu szukania własnych okazji. Podczas swojej kariery w UFC poczynił duże postępy w swoich zapasach i grapplingu.

## Kariera sportowa
Od 10 roku życia trenuje boks. W latach 2008–2009 trzykrotnie wygrywał amatorskie turnieje bokserskie. W 2009 został amatorskim mistrzem Szwecji w wadze ciężkiej. Od 2006 rozpoczął treningi stricte pod MMA, a pod koniec 2007, w listopadzie zadebiutował w nowej formule walki poddając Saku Heikole duszeniem zza pleców. 13 września 2008 roku wystąpił w Polsce na gali KSW Extra mierząc się z Krzysztofem Kułakiem. Mimo iż został zakontraktowany i ściągnięty na galę w ciągu doby jako zastępstwo dla Kułaka (pierwotnie Polak miał się zmierzyć z Niemcem Florianem Mullerem) to jednak okazał się lepszy i wygrał jednogłośnie na punkty. Po dwóch kolejnych zwycięstwach na lokalnych galach w Szwecji, legitymujący się bilansem 8-0 podpisał kontrakt z Ultimate Fighting Championship. W organizacji zadebiutował 14 listopada na UFC 105 nokautując Jareda Hammana. W swojej drugiej walce w UFC, 10 kwietnia 2010 zaliczył pierwszą zawodową porażkę, przegrywając przez poddanie z Philem Davisem.
W latach 2010–2012 zanotował passę sześciu zwycięstw m.in. z Uładzimirem Maciuszenką, Thiago Silvą czy byłym mistrzem UFC Maurício Ruą. 21 września 2013 na gali UFC 165 zmierzył się o pas mistrzowski wagi półciężkiej z Jon Jonesem. Mając porównywalne warunki fizyczne co Amerykanin (Gustaffson: wzrost – 196 cm, zasięg ramion – 201 cm, Jones: 193, 215) upatrywano w Szwedzie jedynego rywala który zdołałby zagrozić mistrzowi. Szwed ostatecznie uległ na punkty Jonesowi po 5-rundowej walce lecz jako pierwszy rywal w karierze Amerykanina nawiązał z nim wyrównaną walkę, a ich pojedynek został okrzyknięty walką roku. Po walce obaj zawodnicy zostali przewiezieni do szpitala w związku z doznanymi obrażeniami.
24 stycznia 2015 nieoczekiwanie został znokautowany przez Anthony'ego Johnsona w 1. rundzie w oficjalnym eliminatorze do walki o pas mistrzowski. Mimo porażki otrzymał kolejną szansę zdobycia trofeum. 3 października 2015 na UFC 192 zmierzył się z mistrzem Danielem Cormierem (23 maja 2015 Cormier pokonał w walce o zwakowany pas po Jonesie Anthony'ego Johnsona). Szwed ponownie uległ w mistrzowskim boju, tym razem minimalnie przegrywając na punkty (47-48, 48-47, 49-46).
3 września 2016 na UFC Fight Night 93 w Hamburgu, pokonał Polaka Jana Błachowicza jednogłośnie na punkty.
28 maja 2017 podczas UFC Fight Night 109 znokautował Brazylijczyka Glover Teixeirę w piątej rundzie.
W grudniu 2024 roku podpisał kontrakt z nowo powstałą organizacją Global Fight League (GFL).

## Życie prywatne
W 2015 roku rozpoczął związek ze swoją obecną dziewczyną, Moa. Para ma córkę, Avę, urodzoną w maju 2017 roku. Później w maju 2017 roku, para zaręczyła się wewnątrz oktagonu zaraz po tym, jak Gustafsson pokonał Glovera Teixeirę w swoim rodzinnym mieście. We wrześniu 2018 roku Moa urodziła drugie dziecko, syna.
Wraz z matką, ojczymem i czterema młodszymi siostrami dorastał w Arboga, małym miasteczku położonym około 1,1⁄2 godziny jazdy samochodem na zachód od Sztokholmu. W wywiadach, jego matka powiedziała, że nazwała go po Aleksandrze Wielkim. Miał bliskie relacje ze swoim biologicznym ojcem, który mieszkał w innym mieście i zmagał się z uzależnieniem od alkoholu. Jego biologiczny ojciec zmarł na kilka tygodni przed walką Gustafssona w Londynie z Jimim Manuwą 8 marca 2014 roku. W wywiadach po walce mówił, że chce zadedykować zwycięstwo właśnie jemu.
Jego pseudonim, "The Mauler", został mu nadany na początku kariery przez jego partnerów treningowych, odnosząc się do jego potężnego uderzenia, instynktu zabójcy i lekkomyślnych sposobów kończenia walk.
Pytany o swoich idoli w sportach walki, Gustafsson zawsze wymienia legendę MMA, Fiodora Jemelianenko, jako swoją największą inspirację przy rozpoczynaniu kariery sportowej.
Jest chrześcijaninem i miał bliskie relacje osobiste ze swoim pastorem, Wiggo Carlssonem, aż do jego śmierci w 2012 roku.
Jest wieloletnim przyjacielem i byłym okazjonalnym partnerem treningowym i sparingowym dwukrotnego mistrza świata w boksie Badou Jacka. Ich drogi skrzyżowały się na amatorskiej scenie bokserskiej w Sztokholmie w latach 2007-2008. Często, zarówno przed, jak i po walce o tytuł na UFC 165, był porównywany do szwedzkiego boksera wagi ciężkiej Ingemara Johanssona, który zdobył tytuł mistrza świata w 1959 roku, skupiając się zarówno na podobieństwach, jak i różnicach w ich stylach walki.
Gustafsson miał trudną młodość, która doprowadziła do tego, że jako nastolatek często wdawał się w bójki, za co po raz pierwszy został skazany w wieku 15 lat. W 2005 roku, jako 18-latek, został skazany na karę więzienia za napaść na brata i siostrę, którzy niesprowokowani, wraz z dwoma wspólnikami, napadli na niego po nocnej popijawie.  Został zwolniony w 2006 roku, zmienił swoje życie, wrócił do treningów, odnalazł MMA i przeniósł się do innego miasta, aby zostawić za sobą kłopoty. Powiedział, że to właśnie zaangażowanie w MMA ostatecznie zmieniło jego życie na lepsze.
Przed rozpoczęciem kariery zawodniczej wykonywał różne inne zawody. Był pracownikiem budowlanym, a także pracował jako ochroniarz w nocnych klubach. Posiadał również uprawnienia do pracy jako divemaster w nurkowaniu. Po jego walce z Philem Davisem zrezygnował z normalnej pracy, by w pełni poświęcić się MMA.
Gustafsson zagrał rolę w szwedzkim filmie mainstreamowym Johan Falk – Blood Diamonds, którego premiera odbyła się w 2015.
Od 2019 roku, Jest właścicielem części organizacji MMA - AK Fighting Championship.

## Osiągnięcia

### Mieszane sztuki walki
- World MMA Awards:
  - 2013: Międzynarodowy Zawodnik Roku[39]
  - 2013: Walka Roku przeciwko Jon Jonesowi[40]

### Amatorski boks
- 2008: KP Cup Boxing Heavyweight Tournament – 1. miejsce w wadze +91 kg[41]
- 2009: KP Cup Boxing Heavyweight Tournament – 1. miejsce w wadze +91 kg[42]
- 2009: Tensta Box Open Heavyweight Tournament – 1. miejsce w wadze +91 kg[43]
- 2009: mistrz Szwecji w wadze ciężkiej (+91 kg)[44]

### Submission fighting
- 2008: Grapplers Paradise 4 – 1. miejsce w wadze -99 kg

## Lista zawodowych walk w MMA
| Wynik     | Bilans | Przeciwnik (bilans przed walką) | Rozstrzygnięcie                      | Runda | Czas | Rozgrywki                                | Data       | Miejsce          | Uwagi                                                                              |
| --------- | ------ | ------------------------------- | ------------------------------------ | ----- | ---- | ---------------------------------------- | ---------- | ---------------- | ---------------------------------------------------------------------------------- |
| Przegrana | 18-8   | Nikita Kryłow (27-9)            | TKO (ciosy pięściami)                | 1     | 1:07 | UFC Fight Night: Aspinall vs. Blaydes    | 23.07.2022 | Londyn           | Powrót do wagi półciężkiej.                                                        |
| Przegrana | 18-7   | Fabrício Werdum (23-9-1)        | Poddanie (dźwignia na staw łokciowy) | 1     | 2:30 | UFC on ESPN: Whittaker vs. Till          | 25.07.2020 | Abu Zabi         | Debiut w wadze ciężkiej.                                                           |
| Przegrana | 18-6   | Anthony Smith (32-14)           | Poddanie (duszenie zza pleców)       | 4     | 2:38 | UFC on ESPN+ 10: Gustafsson vs. Smith    | 01.06.2019 | Sztokholm        | Main Event                                                                         |
| Przegrana | 18-5   | Jon Jones (22-1)                | KO (cios pięścią)                    | 3     | 2:02 | UFC 232                                  | 29.12.2018 | Las Vegas        | Walka o pas mistrzowski UFC w wadze półciężkiej. Main Event                        |
| Wygrana   | 18-4   | Glover Teixeira (26-5)          | KO (cios pięścią)                    | 5     | 1:07 | UFC Fight Night: Gustafsson vs. Teixeira | 28.05.2017 | Sztokholm        | Main Event                                                                         |
| Wygrana   | 17-4   | Jan Błachowicz (19-5)           | Decyzja (jednogłośna)                | 3     | 5:00 | UFC Fight Night: Arlovski vs Barnett     | 03.09.2016 | Hamburg          |                                                                                    |
| Przegrana | 16-4   | Daniel Cormier (16-1)           | Decyzja (niejednogłośna)             | 5     | 5:00 | UFC 192                                  | 03.10.2015 | Houston          | Walka pas mistrzowski UFC w wadze półciężkiej. Bonus za walkę wieczoru. Main Event |
| Przegrana | 16-3   | Anthony Johnson (18-4)          | TKO (ciosy pięściami)                | 1     | 2:15 | UFC on Fox: Gustafsson vs. Johnson       | 24.01.2015 | Sztokholm        |                                                                                    |
| Wygrana   | 16-2   | Jimi Manuwa (14-0)              | TKO (ciosy pięściami i kolana)       | 2     | 1:18 | UFC Fight Night: Gustafsson vs. Manuwa   | 08.03.2014 | Londyn           | Bonus za walkę wieczoru. Main Event                                                |
| Przegrana | 15-2   | Jon Jones (18-1)                | Decyzja (jednogłośna)                | 5     | 5:00 | UFC 165                                  | 21.09.2013 | Toronto          | Walka o pas mistrzowski UFC w wadze półciężkiej. Main Event                        |
| Wygrana   | 15-1   | Mauricio Rua (21-6)             | Decyzja (jednogłośna)                | 3     | 5:00 | UFC on Fox: Henderson vs. Diaz           | 08.12.2012 | Waszyngton       | Co-Main Event                                                                      |
| Wygrana   | 14-1   | Thiago Silva (14-2)             | Decyzja (jednogłośna)                | 3     | 5:00 | UFC on Fuel TV: Gustafsson vs. Silva     | 14.04.2012 | Sztokholm        | Main Event                                                                         |
| Wygrana   | 13-1   | Uładzimir Maciuszenka (26-5)    | TKO (ciosy pięściami)                | 1     | 2:13 | UFC 141                                  | 30.12.2011 | Las Vegas        |                                                                                    |
| Wygrana   | 12-1   | Matt Hamill (9-3)               | TKO (ciosy pięściami i łokcie)       | 2     | 3:41 | UFC 133                                  | 06.08.2011 | Filadelfia       |                                                                                    |
| Wygrana   | 11-1   | James Te Huna (12-4)            | Poddanie (duszenie zza pleców)       | 1     | 4:27 | UFC 127                                  | 27.02.2017 | Sydney           |                                                                                    |
| Wygrana   | 10-1   | Cyrille Diabate (16-6-1)        | Poddanie (duszenie zza pleców)       | 2     | 2:41 | UFC 120: Bisping vs. Akiyama             | 16.10.2010 | Londyn           |                                                                                    |
| Przegrana | 9-1    | Phil Davis (5-0)                | Poddanie (duszenie anaconda)         | 1     | 4:55 | UFC 112                                  | 10.04.2010 | Abu Zabi         |                                                                                    |
| Wygrana   | 9-0    | Jared Hamman (11-1)             | KO (cios pięścią)                    | 1     | 0:41 | UFC 105: Couture vs. Vera                | 14.11.2009 | Manchester       | Debiut w UFC                                                                       |
| Wygrana   | 8-0    | Wołodymyr Szemarow (13-8)       | KO (cios pięścią)                    | 1     | 2:37 | Superrior Challenge 3: Untamed           | 30.05.2009 | Sztokholm        |                                                                                    |
| Wygrana   | 7-0    | Pedro Quetglas (1-2)            | TKO (ciosy pięściami)                | 1     | 2:08 | The Zone FC 3 – Shockwave 8              | 08.11.2008 | Göteborg         | Co-Main Event                                                                      |
| Wygrana   | 6-0    | Krzysztof Kułak (21-8-2)        | Decyzja (jednogłośna)                | 2     | 5:00 | KSW Extra                                | 13.09.2008 | Dąbrowa Górnicza |                                                                                    |
| Wygrana   | 5-0    | Matteo Minonzio (5-5)           | TKO (ciosy pięściami)                | 1     | 3:52 | The Zone FC 2 – Showdown                 | 10.05.2008 | Göteborg         | Main Event                                                                         |
| Wygrana   | 4-0    | Florian Muller (6-1)            | TKO (ciosy pięściami)                | 2     | 3:44 | Fite Selektor                            | 13.02.2008 | Dubaj            | Co-Main Event                                                                      |
| Wygrana   | 3-0    | Farbod Fadami (4-1)             | TKO (ciosy pięściami)                | 1     | 2:31 | The Zone FC 1 – The Zone 9               | 09.02.2008 | Sztokholm        |                                                                                    |
| Wygrana   | 2-0    | Mikael Haydari (0-0)            | TKO (ciosy pięściami)                | 1     | 0:50 | FinnFight 9                              | 15.12.2007 | Turku            |                                                                                    |
| Wygrana   | 1-0    | Saku Heikkola (0-0)             | Poddanie (duszenie zza pleców)       | 2     | 3:42 | Shooto Finland: Chicago Collision 3      | 17.11.2007 | Lahti            |                                                                                    |